# Turgut Özal

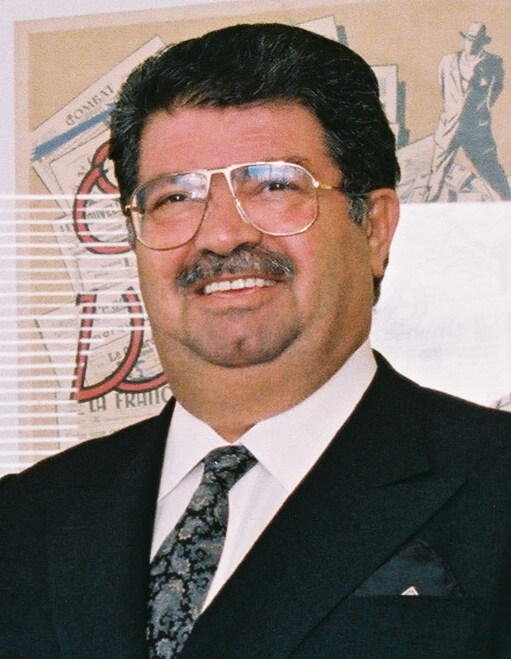
Turgut Özal (1989)

Turgut Özal (* 13. Oktober 1927 in Malatya; † 17. April 1993 in Ankara) war Staats- und Ministerpräsident der Türkei. Die sechsjährige Amtszeit (1983–1989) als Ministerpräsident mit der von ihm gegründeten Anavatan Partisi gilt als Phase liberaler Wirtschaftspolitik und kultureller Reislamisierung der Türkei. Zwischen 1989 und 1993 war er der Staatspräsident des Landes, er starb während der Amtszeit.

## Leben
Özal kam als Kind des Beamten Mehmet Sıddık Özal aus Yeşilyurt (Provinz Malatya) und der Lehrerin Hafize Hanım aus Çemişgezek (Provinz Tunceli) in Malatya zur Welt. Aus beruflichen Gründen wechselten sie oft ihren Wohnort; Özal besuchte die Grundschule in Silifke, die Mittelschule in Mardin und das Gymnasium in Kayseri.

### Ausbildung
1950 schloss Özal sein Studium an der Technischen Universität Istanbul als Elektroingenieur ab. Im gleichen Jahr trat er eine Stelle beim Amt für Studien im Bereich Energiegewinnung (Elektrik İşleri Etüd İdaresi), einer nachgeordneten Behörde des Energieministeriums, an. Zwei Jahre später wurde er zur Weiterbildung in die USA geschickt; nach seiner Rückkehr arbeitete er in der gleichen Institution als stellvertretender Abteilungsleiter in der Generaldirektion.

### Karriere
Im Jahre 1958 wurde Turgut Özal Leiter des Sekretariats der neu gegründeten staatlichen Planungskommission und half bei der Gründung des Staatlichen Planungsamtes. In dieser Zeit begann er 1960 seine Lehrtätigkeit an der Ortadoğu Teknik Üniversitesi (ODTÜ, engl. Middle East Technical University) in Ankara. 1966 wurde er zum technischen Berater des Ministerpräsidenten ernannt und ein Jahr später zum Leiter des staatlichen Planungsamtes. Nach dem Putsch 1971 verließ Özal das staatliche Planungsamt und ging in die USA, wo er seine Tätigkeit als leitender Berater für Industrie- und Bergbauprojekte bei der Weltbank begann. Nach seiner Rückkehr in die Türkei 1973 war er in leitenden Positionen in verschiedenen Unternehmen des Privatsektors in den Sparten Eisen und Stahl, Automobilindustrie, Banken, Textilien, Lebensmittel und Gießereien tätig. 1977 wurde er in den Verwaltungsrat der Arbeitgebervertretung der metallverarbeitenden Industrie (MESS) und zu dessen Vorsitzenden gewählt. 1979 wurde er Berater des Ministerpräsidenten. Gleichzeitig war er Vizepräsident des staatlichen Planungsamtes.
Als Mitglied der islamischen Millî Selamet Partisi wurde er in den Wahlen 1977 als Abgeordneter für Izmir aufgestellt, schaffte es aber nicht ins Parlament.

### Politische Ämter

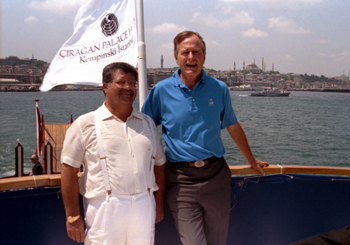
Turgut Özal mit George H. W. Bush

Als Angehöriger des Sufi-Ordens der Naqschbandi betrieb Özal sowohl die wirtschaftliche Öffnung der Türkei als auch deren Re-Islamisierung. Für die Türkei war der aus dem ostanatolischen Malatya stammende Özal, Vorsitzender der „Mutterlandspartei“, zunächst als Ministerpräsident und danach als Staatsoberhaupt die dominierende politische Figur der achtziger und der frühen neunziger Jahre.
Özal war nach dem Militärputsch vom 12. September 1980 als stellvertretender Ministerpräsident in der Regierung von Bülent Ulusu verantwortlich für Wirtschaft. Er wurde am 20. Mai 1983 zum Vorsitzenden der von ihm gegründeten Anavatan Partisi (Mutterlandspartei, ANAP) gewählt und nach den Wahlen vom 6. November 1983 mit der Bildung der Regierung beauftragt, die er bis 1989 als Ministerpräsident führte. Die ANAP erhielt bei der Wahl am 29. Oktober 1987 36,3 % (minus 8,8 Prozentpunkte), erhielt aber wegen der 10-Prozent-Hürde gleichwohl 292 der 450 Parlamentssitze. Mehrfach provozierte er in seiner Amtszeit das türkische Militär, das damals noch unangefochten die Richtlinien der Politik bestimmte.
Am 18. Juni 1988 misslang ein Attentat auf Özal bei einem Kongress der Regierungspartei. Die Große Nationalversammlung wählte Özal am 31. Oktober 1989 zum Staatspräsidenten (Amtsantritt am 9. November 1989).

#### Kulturpolitik und Islamisierung der Öffentlichkeit
Die unter der Militärjunta von 1981 etablierte Kulturpolitik der Türkisch-Islamischen Synthese wurde durch Özal verstärkt fortgeführt. Mit Özal begann eine Phase der medienwirksamen Frömmigkeit in der Politik. So trat er mit seinen Ministern in Moscheen auf, ließ sich während der Pilgerfahrt in Mekka von einem Fernsehteam live aufnehmen und veranstaltete große öffentliche Fastenbrechen oder Beschneidungszeremonien in Stadien. Der medienorientierte Umgang und die Zurschaustellung der Frömmigkeit wurde von säkularen Kreisen als Signal eines erstarkenden Islamismus aufgefasst und als Frömmelei in Karikaturen behandelt.
Özal bezog in der Kopftuchdebatte gegen das säkulare Establishment Position und forderte den türkischen Hochschulrat auf, den Eintritt in die Universitäten mit Kopftuch zu gestatten. Trotz seiner Frömmigkeit war seine Frau keine Kopftuchträgerin, sie rauchte und trank gerne Whiskey in der Öffentlichkeit und beide gingen auch vor Kameras Hand in Hand, welches Teile der konservativen Wählerschaft kritisierten. Unter Özal wurde die Religionsbehörde Diyanet stark ausgebaut, der Moscheebau weiter angekurbelt und die Anzahl der Korankurse samt Schülerzahlen stiegen stark an. Sein Bildungsminister Vehbi Dinçerler forderte die Schulen auf, die Evolutionstheorie nicht mehr zu lehren. Kreationistische Positionen hielten zum ersten Mal verstärkt Einzug in Lehrmaterial.
In die Zeit Özals fällt auch der Beginn des türkischen Privatfernsehens.

#### Wirtschaftspolitik
Beginn der marktliberalen Wirtschaftspolitik in der Türkei war das am 24. Januar 1980 unter Özals Mitarbeit und unter der Führung der Regierung Demirels unter dem Druck der IWF entworfene Stabilitätsprogramm. Der Putsch im selben Jahr tat dem marktliberalisierenden Vorhaben kein Abbruch. Özal akzeptierte den Posten als Wirtschaftsminister in der von der Militärjunta aufgestellten Übergangsregierung und führte die Politik 1983 diesmal als gewählter Ministerpräsident fort. Das Vorgehen des Militärs gegen Parteien, Politiker und Gewerkschaften und die Notfallgesetzgebung erleichterten die Durchsetzung der marktliberalen Reformen. Schritt um Schritt wurden in der Geschichte der Republik erstmals Devisenverkehrsbeschränkung, Preis- und Zinsregulationen aufgehoben, auf die Privatisierung von Staatsbetrieben gedrängt und eine Exportorientierung der Wirtschaft angestrebt. Der Kreditmarkt wurde für ausländische Investoren geöffnet und ausländische Direktinvestitionen wurden erlaubt.
Die erstmals exportorientierte Wirtschaftspolitik setzte auf Exportsubventionen und eine Entwertung der Lira. Dies führte jedoch neben steigenden Exporten trotzdem zu einer zunehmenden Inflation (30 % im Jahr 1983 zu 80 % im Jahr 1987). Letzterer Umstand trug zu einer verstärkten Unzufriedenheit in seiner Wählerschaft bei, welche sich in zunehmend sinkenden Stimmanteilen an seine Partei bemerkbar machten.
Kurz nach dem Antritt als Ministerpräsident schaffte er den gesetzlichen Rahmen für das Islamische Bankwesen in der Türkei. Ziel war es, Kapital von den Golfstaaten anzulocken, zum anderen das häuslich gesparte Kapital islamisch-konservativen Bevölkerungsschicht zu gewinnen, welche traditionell dem Bankenwesen kritisch gegenüberstanden. Diese Form des Bankenwesens machte jedoch damals auch schon nur einen kleinen Anteil am türkischen Bankensektor aus. Im Rahmen der sozio-ökonomischen Politik bildete sich allmählich ein islamisch-konservatives Bürgertum aus, welches sich 1990 in der Gründung der MÜSIAD niederschlug.

#### Innenpolitik
Özal machte sich für die Etablierung eines Präsidialsystems stark. Das parlamentarische Gesetzgebungsverfahren empfand er als hemmend, sodass er wann immer möglich durch Erlasse regierte und das Parlament umging.
Die Thematik des Völkermords an den Armeniern war Teil der Agenda von Turgut Özal, dessen Anliegen es war, mit den Armeniern eine Übereinkunft zu erzielen und das Problem durch Zugeständnisse schnellstmöglich zu lösen. Im Jahr 1984 wurden Özals Berater beauftragt, mögliche Szenarien zu erarbeiten, wie die Türkei Kompromisse mit der armenischen Diaspora eingehen könnte und wie sie den Völkermord anerkennen könnte. Verschiedene Projekte sollten eine Lösung der Armenier-Frage herbeiführen. Durch das sogenannte „Van-Projekt“ sollten etwa Armeniern in Van Ländereien zurückgegeben werden. Die Mutterlandspartei (ANAP), Teile des türkischen Militärs und Teile der türkischen Bevölkerung opponierten teils vehement gegen Özals Absichten und bezeichneten diese Verhandlungen und Projekte als inakzeptabel oder undenkbar.
Nach Özals Tod wurde seine Politik der Lösung des Konflikts bezüglich des Völkermords an den Armeniern eingestellt.

#### Außenpolitik

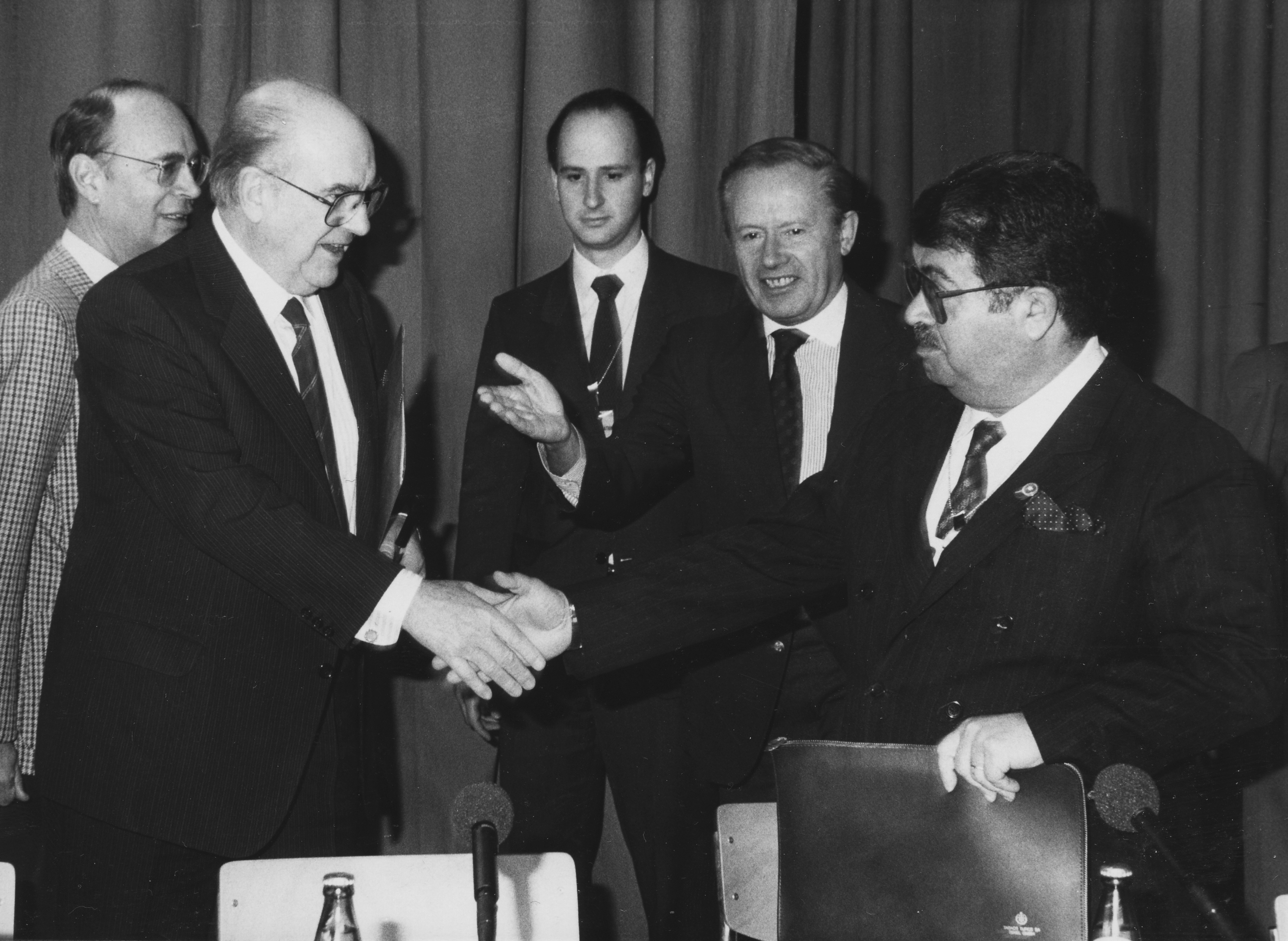
Andreas Papandreou und Turgut Özal in Davos 1986

Turgut Özals außenpolitisches Wirken war gekennzeichnet durch die Annäherung der Türkei an die Europäische Gemeinschaft (Antrag auf Mitgliedschaft 1987) und eine Verbesserung der Beziehungen zu Griechenland, hierzu setzte er als Mittler den griechisch-orthodoxen Erzbischof Iakovos ein, Fortschritte wurden in der Zypernfrage erzielt.
Eine verstärkte Einflussnahme auf die zentralasiatischen Staaten nach dem Zerfall der Sowjetunion und einen Aufbau der Beziehungen zu den Führern der kurdischen Stämme im Nordirak folgte in den 1990er Jahren. Nach dem zweiten Golfkrieg 1991 und der Flucht von Hunderttausenden Kurden an die türkische Grenze setzte sich Özal für die Schaffung einer internationalen Zone im Irak ein, um die Flüchtlinge humanitär zu versorgen. Er eröffnete auch den Dialog zwischen Ankara und den Kurdenführern Masud Barzani und Dschalal Talabani. Um auch in seinem eigenen Land die Kurdenproblematik zu entschärfen, verhandelte er mit der PKK über eine Waffenruhe. Zu der Zeit betonte er, dass seine Großmutter Kurdin gewesen sei. Während seiner Amtszeit begnadigte er 21 Gefangene.
Die türkischen Gastarbeiter im Ausland kamen ebenfalls in den Fokus der Außenpolitik. In Deutschland wurde die Türkisch-Islamische Union der Anstalt für Religion gegründet. Weltweit stieg die Zahl der staatlich finanzierten Imame im Ausland während seiner sechsjährigen Amtszeit als Ministerpräsident von 270 auf 628.

### Tod und Posthumes
Turgut Özal starb am 17. April 1993. Er hinterließ seine Ehefrau Semra Özal und drei Kinder.
Als Todesursache wurde offiziell Herzversagen angegeben; es bestand und besteht der Verdacht, dass er wegen seiner Kurdenpolitik vergiftet wurde. Auch Özals Witwe und sein Sohn Ahmet äußerten diesen Verdacht.
In einem im Juni 2012 veröffentlichten Bericht bezeichneten Sonderermittler des Präsidialamtes seinen Tod als „verdächtig“. Am Todestag kam es zu einer „auffälligen Häufung von seltsamen Umständen; z. B. war der Leibarzt an diesem Tag nicht im Präsidentenpalast, wo es zudem an Ausrüstung zu erster Hilfe mangelte. Der Notarztwagen soll aufgrund von ‚mechanischen Schwierigkeiten‘ nicht sofort einsatzbereit gewesen sein.“ Anders als üblich wurde nach seinem Tod 1993 keine Autopsie angeordnet. Özals Arzt behauptete damals, die Familie des Verstorbenen habe keine Autopsie verlangt; die Familie bestreitet dies bis heute.
Im September 2012 – nach Veröffentlichung des Berichts der Sonderermittler – ordnete die Staatsanwaltschaft Ankara eine Obduktion an. Am 18. September 2012 gab sie bekannt, sie plane den Leichnam Özals exhumieren zu lassen, um Indizien für einen Giftmord zu suchen. Mit der Exhumierung wurde am 2. Oktober begonnen. Am 2. November 2012 berichtete die Zeitung Bugün, bei der Autopsie der sterblichen Überreste Özals seien „Spuren von Strychnin“ gefunden worden, unter anderem im Knochenmark der Leiche. Das Gift Strychnin bewirkt bereits in geringen Dosen eine Starre der Muskulatur; es wurde früher auch als Rattengift verwendet. Die Zeitung berief sich dabei auf amtliche Quellen. Insgesamt fanden die Mitarbeiter des mit der Obduktion beauftragten staatlichen Instituts für forensische Medizin Adli Tıp Kurumu vier Giftstoffe in Özals Überresten, darunter einen zehnfach erhöhten Wert des Giftes DDT und Spuren des radioaktiven Stoffes Polonium. Im Bericht wurde jedoch auch klargestellt, dass auch die Möglichkeit der Umweltkontamination möglich sei und eine gezielte Vergiftung bei der Dosis nicht bewiesen worden sei. Über die Ergebnisse des Berichts wurde vielfach diskutiert.
Im April 2013 warf die Staatsanwaltschaft Ankara Ex-General Levent Ersöz vor, 1993 Özal mittels Gift ermordet zu haben. Ersöz saß damals als mutmaßliches Mitglied des rechtsgerichteten Geheimbundes Ergenekon in Haft. Am 16. April 2013 nahm ein Gericht die Klage an. Das Verfahren endete mit einem Freispruch.